# Eugene Falleni
Eugene Falleni (25 juillet 1875 - 10 juin 1938) (né Eugenia Falleni, également connu sous le nom de Harry Leo Crawford et Jean Ford ) est un homme transgenre italien et écossais reconnu coupable du meurtre de sa première femme en 1917.
Né en Italie, près de Livourne, il est habillé en garçon par son père dans son enfance pour obtenir du travail dans les écuries et les briqueteries. Une première fois marié avec un homme polygame, il part en Nouvelle-Zélande et travaille sur des navires. Débarqué de force à Newcastle en 1898, il donne naissance à une fille qu'il confie. Il prend l'identité de Harry Leo Crawford et se marie ensuite avec une veuve, Annie Birkett en 1913. Le ménage a des relations houleuses et Annie Birkett disparait en 1917 après un pique-nique avec Falleni. Son corps est retrouvé à moitié brûlé, mais n'est pas identifié tout de suite. Falleni épouse une autre femme en 1919, et est arrêté plus tard pour le meurtre de Annie Birkett, à la suite du témoignage de son fils. Il est condamné en 1920 à la peine de mort, commuée en réclusion à perpétuité. En février 1931 le ministre de la Justice Joe Lamaro accorde la liberté à Falleni au motif qu'il avait près de soixante ans. Il prend alors le nom de « Mrs. Jean Ford » et  devient propriétaire d'une pension à Paddington, Sydney. Le 9 juin 1938, il est heurté par une automobile dans la rue voisine d'Oxford et meurt des suites de ses blessures le lendemain à l'hôpital de Sydney.
Son histoire est très médiatisée à l'époque de sa première incarcération, et a fait l'objet de nombreux romans, pièces de théâtre et de podcasts. Suzanne Falkiner écrit Eugenia: A Man, en 1988. En 2012  la dramaturge néo-zélandaise Lorae Parry écrit une pièce de théâtre basée sur la vie de Falleni et Mark Tedeschi écrit une biographie intitulée Eugenia Falleni.

## Biographie
Falleni est né en Italie, près de Livourne (selon les récits familiaux) ou de Florence. Assigné femme à la naissance et nommé Eugenia, Falleni est l'aînée de 22 enfants, dont dix-sept ont survécu à la période de la petite enfance. Il émigre avec ses parents à Wellington, Nouvelle - Zélande c. 1877, à l'âge de 2 ans. Son père, un homme sévère, travaille comme porteur avec un cheval et une charrette et comme pêcheur. Après s'être habillé à plusieurs reprises en tenue masculine pour obtenir du travail dans les briqueteries et les écuries au cours de son adolescence, Falleni se marie en septembre 1894, mais  apprend que son mari est déjà marié. Falleni part[réf. nécessaire] en Nouvelle-Zélande en 1885 et commence à travailler sur un navire, peut-être en tant que garçon de cabine . Sa famille  fait peu d'efforts pour le retrouver après des années d'opposition à son comportement.
Selon un compte-rendu, Falleni indique ensuite qu'après moins de deux ans en mer, il a révélé par inadvertance son genre assigné à la naissance lors d'une conversation avec le capitaine du bateau, un homme nommé Martello: parlant en italien, Falleni a déclaré  que sa grand-mère l'appelait piccolina (la forme féminine du substantif pour «petit»). Falleni a certainement - bien qu'on ne puisse le prouver - également été ostracisé par le reste de l'équipage et violé à plusieurs reprises par le capitaine. Falleni est débarqué à l'escale suivante du navire à Newcastle, Nouvelle-Galles du Sud, enceint et sans moyens de subsistance en 1898.
À Sydney, Falleni donne naissance à une fille, Josephine Crawford Falleni, et remet l'enfant aux soins d'une femme d'origine italienne, Mme Angelis, à Double Bay,. Il prend l'identité de Harry Leo Crawford, un homme aux origines écossaises, et rend rarement visite à sa fille. Josephine Falleni appelait Angelis 'Granny', et cette dernière lui déclare que son père est capitaine.

## Relation avec Annie Birkett
En 1912, après une série d'emplois dans un abattoirs, des pubs et une usine de caoutchouc, Falleni entre au service d'un Dr. G. R. C. Clarke à Wahroonga, dans le nord de Sydney, en tant qu'homme de main et conducteur de sulky. Il rencontre Anne Birkett au foyer de Clarke. Annie Birkett, devenue veuve plusieurs années plus tôt, avait un fils nommé Harry Birkett. Birkett et son fils déménagent à Balmain où elle utilise ses économies pour créer une boutique de confiserie,. Falleni la suit là et s'intéresse à l'affaire. Le 19 février 1913, Falleni et Birkett se marient dans la paroisse méthodiste de Balmain. Peu de temps après, le couple déménage à Drummoyne, où Falleni travaille dans des hôtels et des usines.

### Mort de Birkett
Selon Falleni et des témoins lors de son procès ultérieur, Birkett n'a pas su que Falleni était assigné femme à la naissance avant 1917, lorsqu'un voisin le lui dit,. Falleni refuse de le confirmer à Birkett lorsqu'elle le confronte, craignant qu'elle ne le dise à la police et ne le fasse arrêter. Le 1er octobre 1917, Birkett suggère qu'ils pique-niquent tous les deux près de la rivière Lane Cove. Selon la déclaration ultérieure de Falleni à la police, les deux se disputent après qu'elle révèle son intention de le quitter. Falleni rapporte que pendant la dispute, elle glisse et tombe en arrière, se frappant la tête sur un rocher. Il dit qu'il a essayé de la sauver mais qu'elle est morte en quelques minutes, et dans la panique d'être l'objet d'une enquête et d'être exposé comme personne transgenre, il tente de brûler le corps afin qu'il ne soit pas identifié. Falleni déclare au fils de Birkett qu'elle s'est enfuie avec un autre homme, et un témoin lors du procès ultérieur a également affirmé que Falleni aurait dit que Birkett s'était enfuie.
Le corps de Birkett est découvert dans les broussailles  près de Mowbray Road, Chatswood,. Le médecin légiste ne signale "aucune marque de violence précise" et conclut qu'elle est décédée "probablement des suites de brûlures". Le corps n'est pas identifié à ce stade, et les articles de journaux rapportent que la police croit qu'il s'agit d'un cas de suicide, sur la base des récits d'une femme "dont les manières ont été considérées comme étranges" récemment vues dans la région, et la découverte d'une petite bouteille de kérosène. En fin de compte, un verdict ouvert est rendu à la suite de l'enquête, et les restes du corps sont enterrés dans un cercueil indiquant «corps d'une femme inconnue» au cimetière de Rookwood,.
En 1919, Falleni rencontré Elizabeth King Allison, connue sous le nom de Lizzie, qui a plus de cinquante ans. Ils se marient à Canterbury en septembre 1919, Falleni donnant le nom de Harry Leo Crawford, son lieu de naissance en Écosse et sa profession d'ingénieur en mécanique.

## Arrestation
Après la disparition de Birkett, son fils s'installe à Woolloomooloo. En 1920, il rend visite à sa tante  et rapporte qu'à son retour d'un week-end de vacances et découvrant que sa mère avait disparu, Falleni l'emmene à The Gap, un lieu de suicide notoire, où il jette des pierres de la falaise et tente d'attirer le garçon près du bord. Dans la nuit, environ une semaine plus tard, Falleni l'emmène dans la broussaille près de Manning Road, Double Bay, et lui demande de creuser un trou. Il le fait, mais Falleni ému jette ensuite la pelle dans les buissons et ils retournent en ville. Ces actions rendent Harry Birkett méfiant envers son père, tout comme le souvenir de son père illettré lui demandant de lire un article sur les chaussures de la victime inconnue.
Harry Birkett se rend à la police et identifie les effets personnels de la victime comme étant ceux de sa mère, en particulier ses chaussures que Falleni avait personnellement réparées. Falleni est arrêté sur son lieu de travail le 5 juillet 1920,,,. Falleni  demande à être placé dans les cellules des femmes. Il vit avec Allison dans une maison à Stanmore, mais demande que sa femme ne soit pas informée du fait qu'il soit transgenre. Son avocat, Maddocks Cohen, ne demande pas de libération sous caution. Les restes de Birkett sont exhumés mais une deuxième autopsie, y compris des radiographies, ne révèle aucune nouvelle information et son corps est remis à sa famille pour être enterré à Woronora. La fille de Falleni est localisée et interrogée par la police.

## Le procès
Lors de l'audience de mise en accusation en août 1920, les témoins comprennent le dentiste, qui a fabriqué les fausses dents trouvées avec les restes de Birkett, ainsi que la sœur de Birkett, Lillie Nugent, qui identifie la pierre précieuse trouvée avec le corps comme appartenant à sa sœur. Le fils de Birkett déclare que sa mère n'a épousé Falleni que parce qu'il était insistant et qu'après cela "il y avait toujours des disputes et ils n'étaient jamais heureux". Il mentionne qu'ils sont ensuite partis chez sa tante, puis ailleurs, à quel point Falleni avait inquiété sa mère et aussi un incident où Falleni les avait retrouvés et avait tout détruit. Il développe l'histoire de son voyage avec Falleni à The Gap et témoigne du fait que Falleni avait essayé de l'attirer par-dessus la clôture jusqu'au bord de la falaise. L'avocat de Falleni, Maddocks Cohen, s'oppose au témoignage selon lequel il aurait été emmené pour creuser des trous dans les broussailles, mais le magistrat l'autorise au motif que cela indique l'état d'esprit de Falleni.
Le médecin du gouvernement, le Dr Palmer, répète son témoignage à propos de l'autopsie selon lequel il pensait que la défunte était morte de brûlures et en vie lorsque l'incendie a commencé, en raison de cloques sur la peau, mais il ne peut pas dire si elle était consciente ou non,. Il déclare aussi que de petites fissures présentent dans le crâne sont probablement le résultat de la chaleur du feu, mais qu'une fissure plus importante aurait pu être une preuve de violence. Henrietta Schieblich, qui a loué une chambre à Falleni après la mort de Birkett, déclare que Falleni lui avait dit que sa femme l'avait quitté et a ajouté: «Nous avons eu une bonne dispute, et je lui ai donné une tape sur la tête, et elle s'est enfuie». Elle a également affirmé que Falleni avait dit qu'il allait tuer le fils de Birkett la nuit où il l'avait emmené creuser des trous dans les broussailles. Un autre témoin soutient le témoignage du fils selon lequel Falleni, qui ne savait ni lire ni écrire, avait demandé à d'autres de rechercher des mentions d'un meurtre dans les journaux dans les semaines qui ont suivi la disparition de Birkett.

Le procureur est autorisé à traiter la fille de Falleni, Joséphine, comme un témoin hostile et soumet sa précédente déclaration sous serment à la police comme preuve :
"Je me souviens de ma mère pour la première fois vers l'âge de sept ans. Elle portait toujours des vêtements pour hommes et était connue sous le nom de Harry Crawford. J'ai été élevé à Double Bay par Mme de Angelis, que j'appelais « Mamie ». Mamie m'a dit que Harry Crawford était ma mère et que mon père était le capitaine d'un bateau. Ma mère était très cruelle avec moi quand j'étais enfant et m'oubliait souvent. Mamie m'a dit que ma mère avait essayé de m'étouffer quand j'étais bébé. Mme de Angelis est décédée quand j'avais environ 12 ans, et ma mère m'a emmenée dans une petite confiserie à Balmain, tenue par une Mme. Birkett, qui avait un fils nommé Harry. Ma mère m'a dit que Mme. Birkett avait de l'argent et a toujours pensé que ma mère était un homme. J'ai dit à ma mère : « Elle te découvrira un de ces jours. Ma mère a répondu : 'Oh, je vais surveiller ça de près. Je préfère m'en débarrasser que de laisser la police découvrir quoi que ce soit sur moi. Ma mère m'a dit de toujours l'appeler son père et de ne pas laisser Mme. Birkett ni personne d'autre savoir qu'elle était une femme. Je ne savais pas que ma mère était mariée à Mrs. Birkett, mais ils occupaient la même chambre. Ils se disputaient beaucoup, et ma mère sortait et disait : 'Encore des disputes à cause de toi. Je ne peux pas dormir. J'ai répondu à ma mère et elle m'a dit : 'Oh, j'ai une fille adorable.' J'ai dit : « À quoi pouvez-vous vous attendre ? Une mère adorable que j'ai. En 1917, j'ai rencontré ma mère, qui m'a dit que tout était chamboulé, car Mme. Birkett avait découvert qu'elle était une femme. Ma mère semblait très agitée et était toujours réticente envers elle-même." .
À la fin de l'audience, le cas de Falleni est envoyé en jugement et Falleni refuse la libération sous caution. Quelques jours après l'audience d'accusation, le magistrat, M. Gale, est critiqué dans un journal de Sydney pour avoir personnellement escorté dans la salle d'audience et fourni des «places de loge» à un acteur et actrice populaire.
Lors du procès de Falleni pour meurtre au palais de justice de Darlinghurst en octobre 1920, le « cas homme-femme » fait sensation dans la presse, l'accusé apparaissant d'abord sur le banc des accusés en costume d'homme, puis en vêtements de femme. Le dossier de la Couronne suit les éléments de preuve présentés lors de l'incarcération, bien que le procureur soit réticent lorsqu'il «fait référence aux relations entre l'accusé et le défunt» car «il y a des questions auxquelles il n'a pas envie de se référer en présence de femmes». Il est réprimandé par le président du tribunal, Sir William Cullen, qui répond que «si les femmes se présentent devant un tribunal pénal, elles ne doivent pas être prises en compte un instant». Le procureur présente un godemiché trouvé lors d'une perquisition au domicile de Falleni et Lizzie à Stanmore, comme preuve qu'il  «pratiquait la tromperie» sur son sexe,.
D'autres témoignages ne vont pas dans le sens de la thèse du ministère public. Alors qu'il se rend au travail, David Lowe dit avoir vu une femme avec une valise se comporter de manière « à moitié pleine d'esprit », qui a disparu dans les broussailles à 200 mètres de l'endroit où les restes brûlés ont été retrouvés. L'inspecteur de police Mayes est l'un de ceux, lors de l'enquête initiale, qui a suggéré que le corps pouvait être celui d'une femme qui s'est immolée accidentellement.

Falleni plaide non coupable du meurtre, mais le jury ne met que deux heures pour parvenir à son verdict, et il est reconnu coupable et condamné à mort. Quand Cullen lui demande s'il avait quelque chose à dire, Falleni consulte son avocat avant de répondre :
« Je suis depuis trois mois à Long Bay Gaol . Je suis au bord de la dépression nerveuse. Je ne suis pas coupable, votre Honneur. Je ne sais rien de cette accusation. Ce n'est que par de fausses preuves que j'ai été condamné.»,.

À la mi-octobre, Falleni fait appel de la condamnation  :
« ... que le verdict du jury était contre les preuves, que les preuves présentées par le ministère public étaient faibles et purement circonstancielles ; que la preuve contre l'accusé établie par le ministère public a été détruite par le témoignage des témoins médicaux du ministère public ; que l'identification de l'appelant avec une personne alléguée par le ministère public qui aurait été vue dans le voisinage de l'endroit où un corps carbonisé a été trouvé n'était pas satisfaisante et qu'en raison de la prostration nerveuse au procès, l'appelant était physiquement incapable de faire un exposé des faits, ce qui aurait répondu à la preuve circonstancielle. . .".
La Cour d'appel pénale rejette l'appel, estimant que si le jury d'origine « arrivait à la conclusion que l'accusé était la personne qui avait causé la mort de la femme, peu importe par quels moyens, il était justifié de prononcer un verdict de culpabilité. '. La peine de Falleni est commuée en réclusion à perpétuité  mais la question de son identité de genre et de la prétendue tromperie est beaucoup évoquée dans la presse populaire, qui le décrit comme un monstre et un pervers.
Les amis de Falleni et les « travailleurs de la réforme pénitentiaire » demandent « à plusieurs reprises » sa libération. En février 1931, apparemment à la suite d'une visite d'une heure avec le prisonnier, le ministre de la Justice Joe Lamaro accorde la liberté à Falleni au motif qu'il avait près de soixante ans et qu'il « n'avait pas une santé solide »,. En quittant Long Bay, Falleni est emmené en voiture «pour une destination inconnue». Des questions ont de nouveau été soulevées par la presse au sujet de l'affaire, car il n'y avait aucune certitude quant au corps de Birkett, les fractures du crâne et l'effet de l'incendie, la possibilité de poison et l'absence de « preuve certaine que Falleni ai tué la victime.

En avril 1935, lorsque l'inspecteur Stuart Robson prononce un discours lors de sa prise de fonction d'officier responsable du district de police de Broken Hill, dans lequel il rappelle son implication dans l'affaire Falleni :
"J'ai été aussi responsable de l'arrestation d'Eugenia Falleni, célèbre homme-femme. Elle était l'enfant d'un skipper italien, il l'a habillée en vêtements masculins et elle a travaillé comme garçon de cabine. Elle s'en est tenue aux vêtements  masculines et ses exploits sont bien connus. Elle a été reconnue coupable du meurtre de sa « femme » et condamnée à la réclusion à perpétuité. Je l'ai arrêtée alors qu'elle travaillait en tant qu'homme, décomposant du rhum dans la cave d'un hôtel de Sydney. C'était trois ans après le meurtre. Je pensais avoir arrêté un homme, et ce n'est que lorsqu'elle a refusé de se déshabiller que j'ai pensé qu'il y avait quelque chose qui n'allait pas. Un médecin a fait la découverte. Elle a ensuite été relâchée et a complètement disparu."
Falleni prend le nom de «Mrs. Jean Ford» et  devient propriétaire d'une pension à Paddington, Sydney, Le 9 juin 1938, il est heurté par une automobile dans la rue voisine d'Oxford et meurt des suites de ses blessures le lendemain à l'hôpital de Sydney. Il n'est identifié que grâce à ses empreintes digitales et les 100 £ gagnées lors de la vente de la pension, juste avant l'accident, sont retrouvées dans son sac. L'enquête  rend un verdict de mort accidentelle. L'avis de funérailles de Falleni est annoncé sous son nom définitif et il est enterré dans la section de l'Église d'Angleterre du cimetière Rookwood.

## Héritage
Dans les années qui ont suivi, après la publication d'articles par la presse et de romans, et d'un grand nombre de récits contradictoires de sa vie (dont beaucoup ont été propagés par Falleni lui-même, qui avait grandi en croyant que se faire passer pour un homme était une infraction pénale ), l'affaire est  oubliée jusqu'à la parution d'une biographie détaillée de Falleni, intitulée Eugenia: A Man, écrite par Suzanne Falkiner en 1988, après quoi son histoire est reprise en Australie par un certain nombre d'artistes, de dramaturges et de courts métrages indépendants, conservateurs de musée et de photographie, et universitaires intéressés par les études de genre.
Une pièce basée sur la vie de Falleni de la dramaturge néo-zélandaise Lorae Parry  a été créée aux États -Unis à l' Université d'État de New York à New Paltz le 1er mars 2012. Toujours en 2012, Mark Tedeschi QC a écrit une biographie conjecturale ou partiellement romancée de Falleni, intitulée Eugenia Falleni (Simon et Schuster). Une nouvelle édition du livre de Falkiner, introduisant de nouvelles informations, a été publiée en 2014. L'affaire a également été détaillée dans un épisode de 2016 de Felon True Crime Podcast. Elle fait aussi l'objet de l'émission Suspect n° 1 sur TMC en 2012. Elle est à l'origine de la série télévisée The Man-Woman Case.